# Saloca elevata
Saloca elevata is een spinnensoort in de taxonomische indeling van de hangmatspinnen (Linyphiidae).
Het dier behoort tot het geslacht Saloca. De wetenschappelijke naam van de soort werd voor het eerst geldig gepubliceerd in 2011 door Wunderlich.